# Stygnomma barronum
Espèce
Synonymes
- Zygobunus barronus Chamberlin, 1925

Stygnomma barronum est une espèce d'opilions laniatores de la famille des Stygnommatidae.

## Distribution
Cette espèce est endémique du Panama. Elle se rencontre vers l'île Barro Colorado.

## Description
La femelle holotype mesure 5 mm.

## Systématique et taxinomie
Cette espèce a été décrite sous le protonyme Zygobunus barronus par Chamberlin en 1925.  Elle est placée en synonymie avec Stygnomma fuhrmanni par Goodnight et Goodnight en 1951. Elle est relevée de synonymie.

## Étymologie
Son nom d'espèce lui a été donné en référence au lieu de sa découverte, l'île Barro Colorado.

## Publication originale
- (en) Chamberlin, « Diagnoses of new American Arachnida », Bulletin of the Museum of Comparative Zoology, vol. 67,‎ 1925, p. 211-248 (lire en ligne)